# Jean-Jacques Colin
Ne doit pas être confondu avec Jacques Colin.
Jean-Jacques Colin (né à Riom le 16 décembre 1784 et mort à Lavaine le 9 mars 1865) est un chimiste français qui est professeur à l'université de Dijon puis à l’École spéciale militaire de Saint-Cyr. De sa collaboration avec Robiquet sur les pigments naturels de la garance suit la découverte des purpurines, et notamment l'alizarine (1826), molécules organiques au fort pouvoir colorant. Ses autres recherches concernent la fermentation et les colorants naturellement présents dans les végétaux. Trente ans après Colin (1856), Mathieu Plessy et Paul Schützenberger parvinrent à cristalliser l'alizarine par macération préalable des extraits de garance dans un bain d'éthanol.

## Écrits
- M. Colin, Cours de chimie à l'usage de MM. les élèves de l'École militaire de Saint-Cyr, 1827